# Graham Bell (sciatore)
Andrew Graham Bell (Akrotiri, 4 gennaio 1966) è un ex sciatore alpino britannico.

## Biografia
Originario di Edimburgo, Graham Bell è fratello di Martin e zio di Reece, a loro volta sciatori alpini.

### Carriera sciistica
Specialista delle prove veloci, debuttò in campo internazionale in occasione dei Mondiali juniores di Auron 1982 e due anni dopo esordì ai Giochi olimpici invernali (a Sarajevo 1984 si classificò 32º nella discesa libera) e vinse la medaglia d'argento nella discesa libera nella rassegna iridata giovanile di Sugarloaf 1984. Ottenne il primo piazzamento in Coppa del Mondo il 24 gennaio 1988 a Leukerbad in discesa libera (10º) e tale risultato sarebbe rimasto il migliore di Bell nel massimo circuito internazionale; nello stesso anno ai XV Giochi olimpici invernali di Calgary 1988 fu 23º nella discesa libera, 35º nel supergigante e non completò lo slalom gigante e la combinata.
Ai XVI Giochi olimpici invernali di Albertville 1992 si classificò 33º nella discesa libera, 53º nel supergigante e 27º nella combinata; l'anno dopo ai Mondiali di Morioka 1993 si pipazzò 32º nella discesa libera e non completò la combinata, mentre ai XVII Giochi olimpici invernali di Lillehammer 1994 fu 26º nella discesa libera e non completò il supergigante e la combinata. Ai Mondiali di Sierra Nevada 1996 si classificò 45º nella discesa libera, 35º nel supergigante e 29º nella combinata e a quelli di Sestriere 1997, sua ultima presenza iridata, si piazzò 29º nella discesa libera e 41º nel supergigante; ai XVIII Giochi olimpici invernali di Nagano 1998, sua ultima presenza olimpica, fu 23º nella discesa libera e 31º nel supergigante. Si ritirò al termine di quella stessa stagione 1997-1998: la sua ultima gara in Coppa del Mondo fu la discesa libera di Kvitfjell del 7 marzo (48º) e la sua ultima gara in carriera fu il supergigante dei Campionati francesi juniores 1998, disputato il 31 marzo a Tignes.

### Altre attività
Dopo il ritiro Bell è divenuto commentatore sportivo per la rete televisiva britannica BBC, per la quale ha anche condotto la trasmissione Ski Sunday, e altre reti, occupandosi anche di altri sport oltre a quelli invernali.

## Palmarès

### Mondiali juniores
- 1 medaglia:
  - 1 argento (discesa libera a Sugarloaf 1984)

### Coppa del Mondo
- Miglior piazzamento in classifica generale: 86º nel 1989

### Campionati britannici
- 11 medaglie (dati dalla stagione 1994-1995):
  - 8 ori[2] (tra i quali: supergigante nel 1995; discesa libera, supergigante nel 1996; supergigante nel 1997; supergigante nel 1998)
  - 1 argento (discesa libera nel 1995)
  - 2 bronzi (discesa libera nel 1997; discesa libera nel 1998)